# Chvaletín
Chvaletín (deutsch Qualitzen) ist ein Ortsteil der Gemeinde Písečné (Piesling) in Südmähren in Tschechien. Er liegt vier Kilometer östlich von Slavonice (Zlabings) und gehört zum Okres Jindřichův Hradec (Bezirk Neuhaus). Der Ort ist als ein Längsangerdorf angelegt.

## Geographie
Die Nachbarorte sind im Süden Slavětín (Slawathen), im Westen Slavonice (Zlabings) und im Osten Václavov.

## Geschichte
Die erste urkundliche Erwähnung erfolgte im Jahre 1351 unter dem Namen "Chwaliczin". Eine spätere Schreibweise lautet "Qweliczen". Die Anlage des Ortes und die nordbairische „ui“- Mundart, welche bis 1945 gesprochen wurde, lässt darauf schließen, dass die Einwohner des Ortes aus der Oberpfalz stammten, worin sie sich von den weiter östlichen gelegenen Gebieten von Znaim und Nikolsburg unterschieden. Die Besiedlung dürfte im 12/13. Jahrhundert erfolgt sein.
Zwar siedelten sich reformatorische Täufer im Ort an, doch verlangte Wilhelm von Slawata im Jahre 1602 nach der Übernahme der Herrschaft die Rückkehr zum katholischen Glauben. Alle, die sich weigerten, mussten auswandern. Der Dreißigjährige Krieg vernichtete 21 der insgesamt 34 Anwesen im Ort. Die Matriken des Ortes werden seit 1647 in Zlabings geführt.  Die erste Schule des Ortes wurde 1784 gegründet, wobei auch die Kinder von Slawathen und Wenzelsdorf in Qualitzen eingeschult waren. Im Jahre 1790 zerstörte ein Großfeuer zahlreiche Häuser. Die Einwohner von Qualitzen lebten von der Forst-, Vieh- und Landwirtschaft, wobei aufgrund des Klimas und der Bodenbeschaffenheit der weiter östlich wichtige Weinbau keine Rolle spielte. Auf den Äckern wurde neben verschiedenen Getreidesorten auch Kartoffeln, Rüben und Raps angebaut. Neben einem bescheidenen Kleingewerbe gab es im Ort noch zwei Ziegeleien.
Nach dem Ersten Weltkrieg zerfiel der Vielvölkerstaat Österreich-Ungarn. Der Vertrag von Saint-Germain 1919 erklärte den Ort, dessen Bewohner im Jahre 1910 zu 97 % der deutschen Sprachgruppe angehörten, zum Bestandteil der neuen Tschechoslowakischen Republik. In der Zwischenkriegszeit kam es durch neue Siedler und die Neubesetzung von Beamtenposten zu einem vermehrten Zuzug von Personen tschechischer Nationalität. Nach dem Münchner Abkommen, rückten im Oktober 1938 deutsche Truppen im Ort ein, der bis 1945 zum Kreis Waidhofen an der Thaya im Gau Niederdonau gehörte.
Nach Weltkriegsende  kamen die im Münchener Abkommen  an Deutschland übertragenen Territorien, wieder zur Tschechoslowakei zurück. Am 7. Juni 1945 wurde der Ort, zeit- und systemgleich mit den umliegenden Gemeinden, von einer befahrenen Gruppe militanten Tschechen besetzt.  Es wurde einige Geiseln genommen und die deutsche Ortsbevölkerung über die Grenze nach Österreich vertrieben. Anschließend wurden die Geiseln vertrieben. Ein Ortsbewohner starb an den Folgen seiner schweren Misshandlungen. Im Ort verblieben vier Personen. Aufgrund des Beneš-Dekretes 108 wurde das  Vermögen der deutschen Einwohner sowie das öffentliche und kirchliche deutsche Eigentum konfisziert und unter staatliche Verwaltung gestellt.

## Wappen und Siegel
Qualitzen führte im 17. Jahrhundert ein Siegel, welches die Inschrift „D.GVALITZE“ (=Dorf Qualitzen) und darunter eine Getreidegarbe zeigte. Ab dem Jahre 1848 führte der Ort nur noch bildlose Dorfstempel.

## Bevölkerungsentwicklung
| Volkszählung | Einwohner gesamt | Volkszugehörigkeit der Einwohner | Volkszugehörigkeit der Einwohner | Volkszugehörigkeit der Einwohner |
| Jahr         | Einwohner gesamt | Deutsche                         | Tschechen                        | Andere                           |
| ------------ | ---------------- | -------------------------------- | -------------------------------- | -------------------------------- |
| 1880         | 231              | 231                              |                                  |                                  |
| 1890         | 208              | 204                              | 4                                | 0                                |
| 1900         | 196              | 194                              | 2                                | 0                                |
| 1910         | 202              | 196                              | 6                                | 0                                |
| 1921         | 221              | 190                              | 18                               | 13                               |
| 1930         | 207              | 175                              | 28                               | 4                                |
| 1939         | 179              |                                  |                                  |                                  |
| 1991         | 63               |                                  |                                  |                                  |
| 2001         | 50               |                                  |                                  |                                  |

## Sehenswürdigkeiten
- Kapelle zur Unbefleckten Empfängnis Mariä (1869)
- Steinmarter hl. Florian
- Fegfeuer-Marter
- Höllmarterl
- Volksschule (1784)
- Freiwillige Feuerwehr (1929)

## Brauchtum
Reiches Brauchtum bestimmte den Jahresablauf der 1945/46 vertriebenen, deutschen Ortsbewohner:
- Die Dreifaltigkeitsprozession nach Kloster (ca. 20 km) fand immer am Sonntag nach Pfingsten statt.
- Kirtag immer am Sonntag nach dem 22. September.
- Getreidebeten an den drei Tage vor Christi Himmelfahrt
- Polstertanz: Ein Bursch oder Mädchen legt, sobald die Musik wechselt, einen Polster vor einem gewünschten Gegenüber. Daraufhin küsst man diesen und der Polsterträger scheidet aus dem Spiel aus.
- Haltertanz: Auf ein Zeichen wechseln die Tänzer ihre Partner, wobei immer ein Mann übrig bleiben muss, da dieser den "Halter" spielt.